# Liste des médaillés aux Jeux paralympiques d'hiver de 2010
Cet article liste les athlètes ayant remporté une médaille aux Jeux paralympiques d'hiver de 2010 à Vancouver (Canada).

## Biathlon

### Hommes
| Épreuves                           | Or                       | Argent                     | Bronze                     |
| ---------------------------------- | ------------------------ | -------------------------- | -------------------------- |
| 2,4 km poursuite, assis            | Irek Zaripov (RUS)       | Iurii Kostiuk (UKR)        | Andy Soule (USA)           |
| 3 km poursuite, personnes aveugles | Vitaliy Lukyanenko (UKR) | Nikolay Polukhin (RUS)     | Vasili Shaptsiaboi (BLR)   |
| 3 km poursuite, debout             | Kirill Mikhaylov (RUS)   | Nils-Erik Ulset (NOR)      | Grygorii Vovchynskyi (UKR) |
| 12,5 km, personnes aveugles        | Wilhelm Brem (GER)       | Nikolay Polukhin (RUS)     | Vitaliy Lukyanenko (UKR)   |
| 12,5 km, assis                     | Irek Zaripov (RUS)       | Vladimir Kiselev (RUS)     | Roman Petushkov (RUS)      |
| 12,5 km, debout                    | Nils-Erik Ulset (NOR)    | Grygorii Vovchynskyi (UKR) | Giesen Josef (GER)         |

### Femmes
| Épreuves                           | Or                        | Argent                 | Bronze                        |
| ---------------------------------- | ------------------------- | ---------------------- | ----------------------------- |
| 2,4 km poursuite, assises          | Olena Iurkovska (UKR)     | Maria Iovleva (RUS)    | Lyudmyla Pavlenko (UKR)       |
| 3 km poursuite, personnes aveugles | Verena Bentele (GER)      | Liubov Vasilyeva (RUS) | Mikhalina Lyssova (RUS)       |
| 3 km poursuite, debout             | Anna Burmistrova (RUS)    | Maija Loytynoja (FIN)  | Alena Gorbounova (RUS)        |
| 12,5 km, personnes aveugles        | Verena Bentele (GER)      | Liubov Vasilyeva (RUS) | Mikhalina Lyssova (RUS)       |
| 10 km, assises                     | Maria Iovleva (RUS)       | Olena Iurkovska (UKR)  | Andrea Eskau (GER)            |
| 12,5 km, debout                    | Oleksandra Kononova (UKR) | Anna Burmistrova (RUS) | Yuliia Batenkova-Bauman (UKR) |

## Curling en fauteuil roulant
| Épreuves | Or     | Argent       | Bronze |
| -------- | ------ | ------------ | ------ |
| Mixte    | Canada | Corée du Sud | Suède  |

## Hockey sur luge
| Épreuves | Or         | Argent | Bronze  |
| -------- | ---------- | ------ | ------- |
| Hommes   | États-Unis | Japon  | Norvège |

## Ski alpin

### Hommes
| Épreuves                          | Or                            | Argent                        | Bronze                        |
| --------------------------------- | ----------------------------- | ----------------------------- | ----------------------------- |
| Descente, personnes aveugles      | Jon Santacana Maiztegui (ESP) | Mark Bathum (USA)             | Gerd Gradwohl (GER)           |
| Descente, assis                   | Christoph Kunz (SUI)          | Taiki Morii (JPN)             | Akira Kano (JPN)              |
| Descente, debout                  | Gerd Schonfelder (GER)        | Marty Mayberry (AUS)          | Michael Brugger (SUI)         |
| Slalom, personnes aveugles        | Jakub Krako (SVK)             | Jon Santacana Maiztegui (ESP) | Gianmaria Dal Maistro (ITA)   |
| Slalom, assis                     | Martin Braxenthaler (GER)     | Josh Dueck (CAN)              | Philipp Bonadimann (AUT)      |
| Slalom, debout                    | Adam Hall (NZL)               | Gerd Schonfelder (GER)        | Cameron Rahles-Rahbula (AUS)  |
| Slalom géant, personnes aveugles  | Jakub Krako (SVK)             | Jon Santacana Maiztegui (ESP) | Gianmaria Dal Maistro (ITA)   |
| Slalom géant, assis               | Martin Braxenthaler (GER)     | Christoph Kunz (SUI)          | Takeshi Suzuki (JPN)          |
| Slalom géant, debout              | Gerd Schonfelder (GER)        | Robert Meusburger (AUT)       | Vincent Gauthier-Manuel (FRA) |
| Super combiné, personnes aveugles | Jakub Krako (SVK)             | Gianmaria Dal Maistro (ITA)   | Miroslav Haraus (SVK)         |
| Super combiné, assis              | Martin Braxenthaler (GER)     | Jürgen Egle (AUT)             | Philipp Bonadimann (AUT)      |
| Super combiné, debout             | Gerd Schonfelder (GER)        | Vincent Gauthier-Manuel (FRA) | Cameron Rahles-Rahbula (AUS)  |
| Super-G, personnes aveugles       | Nicolas Berejny (FRA)         | Jakub Krako (SVK)             | Miroslav Haraus (SVK)         |
| Super-G, assis                    | Akira Kano (JPN)              | Martin Braxenthaler (GER)     | Taiki Morii (JPN)             |
| Super-G, debout                   | Gerd Schonfelder (GER)        | Vincent Gauthier-Manuel (FRA) | Hubert Mandl (AUT)            |

### Femmes
| Épreuves                          | Or                         | Argent                   | Bronze                    |
| --------------------------------- | -------------------------- | ------------------------ | ------------------------- |
| Descente, personnes aveugles      | Viviane Forest (CAN)       | Henrieta Farkasova (SVK) | Danelle Umstead (USA)     |
| Descente, assises                 | Alana Nichols (USA)        | Laurie Stephens (USA)    | Claudia Loesch (AUT)      |
| Descente, debout                  | Lauren Woolstencroft (CAN) | Solène Jambaqué (FRA)    | Andrea Rothfuss (GER)     |
| Slalom, personnes aveugles        | Sabine Gasteiger (AUT)     | Viviane Forest (CAN)     | Jessica Gallagher (AUS)   |
| Slalom, assises                   | Claudia Loesch (AUT)       | Stephani Victor (USA)    | Kuniko Obinata (JPN)      |
| Slalom, debout                    | Lauren Woolstencroft (CAN) | Andrea Rothfuss (GER)    | Karolina Wisniewska (CAN) |
| Slalom géant, personnes aveugles  | Henrieta Farkasova (SVK)   | Sabine Gasteiger (AUT)   | Viviane Forest (CAN)      |
| Slalom géant, assises             | Alana Nichols (USA)        | Stephani Victor (USA)    | Kuniko Obinata (JPN)      |
| Slalom géant, debout              | Lauren Woolstencroft (CAN) | Andrea Rothfuss (GER)    | Petra Smarzova (SVK)      |
| Super combiné, personnes aveugles | Henrieta Farkasova (SVK)   | Viviane Forest (CAN)     | Danelle Umstead (USA)     |
| Super combiné, assises            | Stephani Victor (USA)      | Claudia Loesch (AUT)     | Alana Nichols (USA)       |
| Super combiné, debout             | Lauren Woolstencroft (CAN) | Solène Jambaqué (FRA)    | Karolina Wisniewska (CAN) |
| Super-G, personnes aveugles       | Henrieta Farkasova (SVK)   | Viviane Forest (CAN)     | Anna Kuliskova (CZE)      |
| Super-G, assises                  | Claudia Loesch (AUT)       | Alana Nichols (USA)      | Anna Schaffelhuber (GER)  |
| Super-G, debout                   | Lauren Woolstencroft (CAN) | Melania Corradini (ITA)  | Andrea Rothfuss (GER)     |

## Ski de fond

### Hommes
| Épreuves                                  | Or                                                                | Argent                                                                  | Bronze                                                                |
| ----------------------------------------- | ----------------------------------------------------------------- | ----------------------------------------------------------------------- | --------------------------------------------------------------------- |
| 15 km, assis                              | Irek Zaripov (RUS)                                                | Roman Petushkov (RUS)                                                   | Enzo Masiello (ITA)                                                   |
| 20 km libre, debout                       | Kirill Mikhaylov (RUS)                                            | Nils-Erik Ulset (NOR)                                                   | Vladimir Konokov (RUS)                                                |
| 20 km libre, personnes aveugles           | Brian McKeever (CAN)                                              | Nikolay Polukhin (RUS)                                                  | Vasili Shaptsiaboi (BLR)                                              |
| 10 km classique, debout                   | Yoshihiro Nitta (JPN)                                             | Kirill Mikhaylov (RUS)                                                  | Grygorii Vovchynskyi (UKR)                                            |
| 10 km classique, personnes aveugles       | Brian McKeever (CAN)                                              | Helge Flo (NOR)                                                         | Nikolay Polukhin (RUS)                                                |
| 10 km, assis                              | Irek Zaripov (RUS)                                                | Enzo Masiello (ITA)                                                     | Dzmitry Loban (BLR)                                                   |
| Relais - 1 × 4 km + 2 × 5 km              | Sergey Shilov (RUS) Kirill Mikhaylov (RUS) Nikolay Polukhin (RUS) | Iurii Kostiuk (UKR) Grygorii Vovchynskyi (UKR) Vitaliy Lukyanenko (UKR) | Trygve Toskedal Larsen (NOR) Vegard Dahle (NOR) Nils-Erik Ulset (NOR) |
| 1 km sprint, assis                        | Sergey Shilov (RUS)                                               | Irek Zaripov (RUS)                                                      | Vladiir Kiselev (RUS)                                                 |
| 1 km sprint classique, personnes aveugles | Brian McKeever (CAN)                                              | Nikolay Polukhin (RUS)                                                  | Zebastian Modin (SWE)                                                 |
| 1 km sprint classique, debout             | Irek Zaripov (RUS)                                                | Kirill Mikhaylov (RUS)                                                  | Yoshihiro Nitta (JPN)                                                 |

### Femmes
| Épreuves                                  | Or                                                                 | Argent                                                                 | Bronze                                                                 |
| ----------------------------------------- | ------------------------------------------------------------------ | ---------------------------------------------------------------------- | ---------------------------------------------------------------------- |
| 10 km, assises                            | Liudmila Vauchok (BLR)                                             | Colette Bourgonje (CAN)                                                | Olena Iurkovska (UKR)                                                  |
| 15 km libre, debout                       | Anna Burmistrova (RUS)                                             | Iuliia Batenkova (UKR)                                                 | Katarzyna Rogowiec (POL)                                               |
| 15 km libre, personnes aveugles           | Verena Bentele (GER)                                               | Liubov Vasilyeva (RUS)                                                 | Yadviha Skorabahataya (BLR)                                            |
| 5 km classique, debout                    | Oleksandra Kononova (UKR)                                          | Iuliia Batenkova (UKR)                                                 | Larysa Varona (BLR)                                                    |
| 5 km classique, personnes aveugles        | Verena Bentele (GER)                                               | Mikhalina Lyssova (RUS)                                                | Tatiana Ilyuchenko (RUS)                                               |
| 5 km, assis                               | Liudmila Vauchok (BLR)                                             | Andrea Eskau (GER)                                                     | Colette Bourgonje (CAN)                                                |
| Relais - 3 × 2,5 km                       | Maria Iovleva (RUS) Mikhalina Lyssova (RUS) Liubov Vasilyeva (RUS) | Olena Iurkovska (UKR) Iuliia Batenkova (UKR) Oleksandra Kononova (UKR) | Larysa Varona (BLR) Liudmila Vauchok (BLR) Yadviha Skorabahataya (BLR) |
| 1 km sprint, assis                        | Francesca Porcellato (ITA)                                         | Olena Iurkovska (UKR)                                                  | Liudmila Vauchok (BLR)                                                 |
| 1 km sprint classique, personnes aveugles | Verena Bentele (GER)                                               | Mikhalina Lyssova (RUS)                                                | Liubov Vasilyeva (RUS)                                                 |
| 1 km sprint classique, debout             | Oleksandra Kononova (UKR)                                          | Shoko Ota (JPN)                                                        | Anna Burmistrova (RUS)                                                 |

## Athlètes les plus médaillés
| Athlète                       | Sport                | Catégorie          | Médaille d'or, Jeux paralympiques | Médaille d'argent, Jeux paralympiques | Médaille de bronze, Jeux paralympiques | Total |
| Irek Zaripov (RUS)            | Biathlon/Ski de fond | assis/debout       | 5                                 | 1                                     | 0                                      | 6     |
| Verena Bentele (GER)          | Ski alpin            | personnes aveugles | 5                                 | 0                                     | 0                                      | 5     |
| Lauren Woolstencroft (CAN)    | Ski alpin            | debout             | 5                                 | 0                                     | 0                                      | 5     |
| Gerd Schonfelder (GER)        | Ski alpin            | debout             | 4                                 | 1                                     | 0                                      | 5     |
| Kirill Mikhaylov (RUS)        | Biathlon/Ski de fond | debout             | 3                                 | 2                                     | 0                                      | 5     |
| Martin Braxenthaler (GER)     | Ski alpin            | debout             | 3                                 | 1                                     | 0                                      | 4     |
| Henrieta Farsakova (SVK)      | Ski alpin            | personnes aveugles | 3                                 | 1                                     | 0                                      | 4     |
| Oleksandra Kononova (UKR)     | Biathlon/Ski de fond | assis              | 3                                 | 1                                     | 0                                      | 4     |
| Jakub Krako (SVK)             | Ski alpin            | personnes aveugles | 3                                 | 1                                     | 0                                      | 4     |
| Brian McKeever (CAN)          | Ski de fond          | debout             | 3                                 | 0                                     | 0                                      | 3     |
| Anna Burmitsova (RUS)         | Biathlon/Ski de fond | debout             | 2                                 | 1                                     | 1                                      | 4     |
| Claudia Loesch (AUT)          | Ski alpin            | assis              | 2                                 | 1                                     | 1                                      | 4     |
| Alana Nichols (USA)           | Ski alpin            | assis              | 2                                 | 1                                     | 1                                      | 4     |
| Maria Iovleva (RUS)           | Biathlon/Ski de fond | assis              | 2                                 | 1                                     | 0                                      | 3     |
| Liudmila Vauchok (BLR)        | Ski de fond          | assis              | 2                                 | 0                                     | 2                                      | 4     |
| Nikolay Polukhin (RUS)        | Biathlon/Ski de fond | personnes aveugles | 1                                 | 4                                     | 1                                      | 6     |
| Liubov Vasilyeva (RUS)        | Biathlon/Ski de fond | personnes aveugles | 1                                 | 4                                     | 1                                      | 6     |
| Viviane Forest (CAN)          | Ski alpin            | personnes aveugles | 1                                 | 3                                     | 1                                      | 5     |
| Olena Iurkovska (UKR)         | Biathlon/Ski de fond | assis              | 1                                 | 3                                     | 1                                      | 5     |
| Mikhalina Lyssova (RUS)       | Biathlon/Ski de fond | personnes aveugles | 1                                 | 2                                     | 2                                      | 5     |
| Nils-Erik Ulset (NOR)         | Biathlon/Ski de fond | debout             | 1                                 | 2                                     | 1                                      | 4     |
| Jon Santacana Maiztegui (ESP) | Ski alpin            | personnes aveugles | 1                                 | 2                                     | 0                                      | 3     |
| Stephani Victor (USA)         | Ski alpin            | assis              | 1                                 | 2                                     | 0                                      | 3     |
| Vitaliy Lukyanenko (UKR)      | Biathlon/Ski de fond | personnes aveugles | 1                                 | 1                                     | 1                                      | 3     |
| Iuliia Batenkova (UKR)        | Biathlon/Ski de fond | debout             | 0                                 | 3                                     | 1                                      | 3     |
| Andrea Rothfuss (GER)         | Ski alpin            | debout             | 0                                 | 3                                     | 1                                      | 4     |
| Grygorii Vovchynskyi (UKR)    | Biathlon/Ski de fond | debout             | 0                                 | 2                                     | 2                                      | 4     |
| Vincent Gauthier-Manuel (FRA) | Ski alpin            | debout             | 0                                 | 2                                     | 1                                      | 3     |
| Gianmaria Dal Maistro (ITA)   | Ski alpin            | personnes aveugles | 0                                 | 1                                     | 2                                      | 3     |